# 陆从平
陸從平（1535年—1609年），字履素，號自斋，南直隶松江府华亭县人，民籍，明朝官员。

## 生平
嘉靖四十三年（1564年）甲子科應天府乡试第四十三名舉人，隆慶二年（1568年）戊辰科会试第139名，三甲208名進士。授清丰县知县，擢南京工部营缮司主事，榷税芜湖钞关。晋都水司郎中，萬曆八年（1580年）接替曹铣任福建漳州府知府一职，万历九年（1581年）贬滦州知州，移臨江府通判，升思南府知府。
萬曆二十年（1592年）五月由思南知府升两浙盐运使。以年老致仕，卒年七十五。著有《鷇音集》、《燕思斋稿》、《熬波集》、《明農集》。

## 家族
曾祖陸順。祖父陸麒，贈推官。父陸應寅，嘉靖戊子举人、推官。前母黄氏，贈安人；母许氏，封安人。永感下。兄陸從遠（恩例訓導）、陸從大（禮部主事）、陸從高（字履安，隆慶四年庚午科舉人）。侄子陆万言（從大子），字君策，萬曆四年丙子科顺天乡试举人。